# Philip Stekl
Philip Stekl (anglès: Philip William Stekl)  (Middletown, 20 de gener de 1956), també conegut com a Otto Stekl, és un remer estatunidenc, ja retirat, que va competir durant la dècada de 1980.
El boicot estatunidenc als Jocs de Moscou de 1980 impedí la seva participació en aquells Jocs. El 1984 si va poder disputar els Jocs Olímpics d'Estiu de Los Angeles, on guanyà la medalla de plata en la prova del quatre sense timoner del programa de rem. Formà equip amb David Clark, Jonathan Smith i Alan Forney.
En el seu palmarès també destaca una medalla d'or als Jocs Panamericans de 1979 i la participació en tres edicions del Campionat del Món de rem.
Es va graduar per la Universitat de Pennsilvània el 1978 amb un Bachelor of Arts.